# ヘラクレス (ヘンデル)

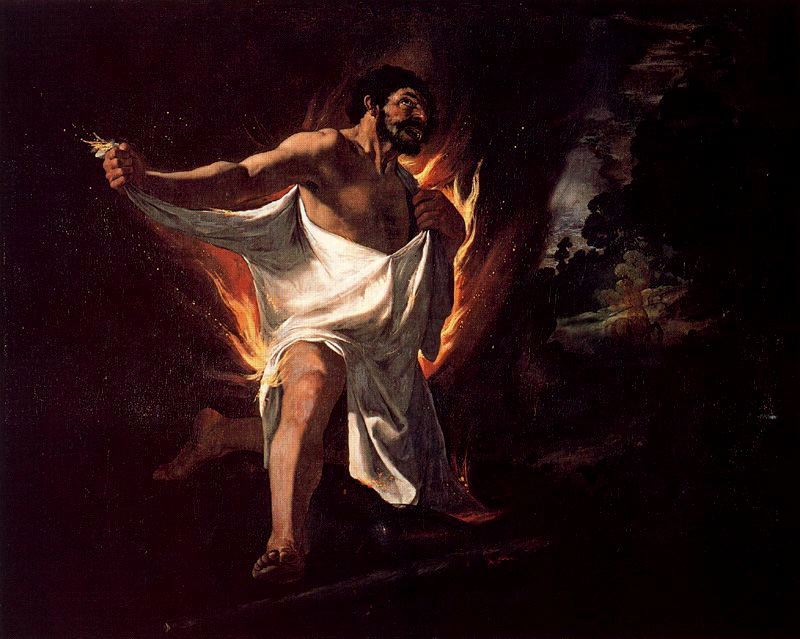
ヘラクレスの死（フランシスコ・デ・スルバラン画）

『ヘラクレス』（Hercules）HWV 60は、ゲオルク・フリードリヒ・ヘンデルが1744年に作曲し、翌年初演した英語の音楽劇。前年の『セメレ』同様、演技や舞台美術を伴わない形式で上演されたものの、内容的にはソポクレスの悲劇『トラキスの女たち』およびオウィディウス『変身物語』をもとにした世俗的な古典劇である。
ポール・ヘンリー・ラングは、この作品を後期バロック音楽劇の頂点と評価している。しかしヘンデルの生前には成功しなかった。

## 概要
台本はソポクレスおよびオウィディウスにもとづき、トマス・ブロートンによって書かれた。ヘンデルは7月19日に作曲を開始し、1か月で完成した。
ヘンデルのライバルであるヘイマーケット国王劇場でのオペラ興業はこの年は休みであった。この機会を利用して、ヘンデルは1744年11月から1745年にかけて、ヘイマーケット国王劇場で24回の予約演奏会を計画した。しかしこの計画は野心的に過ぎた。『ヘラクレス』は1745年1月5日に初演されたが、成功しなかった。ヘンデルは計画の1⁄4にあたる6回で上演を中断し、返金する旨を発表したが、客の多くが返金を辞退したため、16回まで継続上演された。ライバルであるオペラ派の本拠であるヘイマーケットを使ったため、妨害活動も展開された。
音楽はオペラ的で、とくに第2幕には長大なダ・カーポ・アリアが多い。
1745年のシーズンでは『ヘラクレス』は2回しか上演されなかった。1749年と1752年に、かなり省略した形で再演された。ほかに1756年にソールズベリーで1回上演された。

## 登場人物
1745年のシーズンでは、ヘンリー・ラインホールドがヘラクレスを、ロビンソン夫人がデイアニラを、エリザベト・デュパルクがイオレを、ジョン・ビアードがヒュルスを、シバー夫人（トマス・アーンの妹）がリカスを歌った。ただし初演時にはシバー夫人が病気のために出られず、1月12日の再演から出た。1749年の再演からはリカスが登場しなくなった。
- ヘラクレス：バス - 英雄、ユピテル神の子。
- デイアニラ：メゾソプラノ - ヘラクレスの妻。
- ヒュルス：テノール - ヘラクレスとデイアニラの子。
- イオレ：ソプラノ - オエカリアの王女。
- リカス：アルト - デイアニラの従者。
- ユピテルの神官：バス
- 第1のオエカリア人：ソプラノ
- 第1のトラキス人：テノール

## あらすじ

### 第1幕
トラキスにあるヘラクレスの館で、妻のデイアニラは長期にわたる夫の不在を嘆いている。息子のヒュルスがやってきて、不吉な予兆があり、神官がヘラクレスの死とオエタ山から立ちのぼる炎を予言したと知らせる。絶望するデイアニラに対し、ヒュルスは父を探しに行こうとする。
そこにオエカリア征伐を終えたヘラクレスが捕虜を連れて凱旋したという知らせがはいり、デイアニラは喜ぶ(Begone, my fears)。ヒュルスは捕虜の中のオエカリア王女イオレに心を動かされる。
盛大な行進曲の後、ヘラクレスが現れてイオレに自由を保証するが、父を殺されたイオレの悲しみは晴れない(My father!)。ヘラクレスはデイアニラのもとへと向かう。トラキス人の華やかな喜びの合唱で幕になる。

### 第2幕
我が身の上を悲しむイオレの前にデイアニラが現れる。ヘラクレスがイオレの美しさを知って自らのものにするためにオエカリアを滅ぼしたという噂を聞いて嫉妬したデイアニラは怒りをあらわにし、イオレが否定しても聞く耳をもたない。
リカスもヘラクレスが他の女を愛することなどないというが、デイアニラは聞かない。合唱が嫉妬の恐しさを歌う(Jealousy! Infernal pest)。
一方ヒュルスはイオレの前に現れて愛を語る。イオレは自分が父の仇の子を愛するはずがないとはねつける。
デイアニラはヘラクレス本人を面罵するが、ヘラクレスは根も葉もない噂として取りあわず、ユピテルの祭儀に参加するために去る。
デイアニラは夫の愛が自分から離れてしまったと嘆くが (Cease, ruler of the day, to rise)、ケンタウルスのネッススの血にひたされた衣を利用することを思いつく。ネッススの話によるとこの衣は愛の炎を再び燃えたたせる効果があるはずだった。もう一度愛を取りもどすため、この衣をヘラクレスに着せるようにデイアニラはリカスに頼む。
イオレがデイアニラのもとを訪れる。デイアニラは悲しむイオレに同情して和解し、二重唱を歌う。

### 第3幕
衣にしみこんだネッススの血は実際には毒であり、ヘラクレスは毒の痛みと熱さに苦しむ。断末魔のヘラクレスはデイアニラを呪い、自分をオエタ山で火葬にするようヒュルスに願う。
自らの手で夫を死に追いやったことを知ったデイアニラは半狂乱に陥る(Where shall I fly)。イオレは一家の運命に同情する。
ユピテルの神官が登場し、オエタ山で火葬に付したヘラクレスの魂がユピテル神によって神々の世界に上げられたことを伝える。神官はまたヒュルスとイオレの結婚の神託があったことを告げる。イオレとヒュルスは喜びの二重唱を歌う。ヘラクレスを賛美するトラキス人の合唱で劇を終える。